# 佩列科皮夫卡 (羅姆內區)
50°36′42″N 33°25′30″E / 50.61167°N 33.42500°E
佩雷科皮夫卡是位於烏克蘭東北部的村莊，由蘇梅州羅姆內區的安德里亞希夫卡市鎮負責管轄。該村處於蘇拉河左岸，距離莫斯卡利夫卡2.5公里，2024年人口1,124。
1. ↑  周定国 (编). . 中国对外翻译出版公司. 2008  [2023-07-04].[]
2. ↑  .   [2024-07-06]. （原始内容存档于2024-07-06）.